# Christophe Munzihirwa Mwene Ngabo
Christophe Munzihirwa Mwene Ngabo SJ (* 1926 in Kabare, Belgisch Kongo; † 29. Oktober 1996) war ein kongolesischer Ordensgeistlicher und römisch-katholischer Erzbischof von Bukavu.

## Leben
Christophe Munzihirwa Mwene Ngabo empfing am 17. August 1958 das Sakrament der Priesterweihe. Später trat er der Ordensgemeinschaft der Jesuiten bei und legte am 9. September 1965 die Profess ab.
Am 10. März 1986 ernannte ihn Papst Johannes Paul II. zum Koadjutorbischof von Kasongo. Der Präfekt der Kongregation für die Evangelisierung der Völker, Jozef Kardinal Tomko, spendete ihm am 9. November desselben Jahres die Bischofsweihe; Mitkonsekratoren waren der emeritierte Erzbischof von Lusaka, Adam Kozłowiecki SJ, und der Weihbischof in Mecheln-Brüssel, Luc Alfons De Hovre SJ.
Christophe Munzihirwa Mwene Ngabo wurde am 30. April 1990 in Nachfolge des zurückgetretenen Timothée Pirigisha Mukombe Bischof von Kasongo. Am 14. März 1995 ernannte ihn Johannes Paul II. zum Erzbischof von Bukavu.